# São José (Comoro)
São José ist eine osttimoresische Aldeia im Sucos Comoro (Verwaltungsamt Dom Aleixo, Gemeinde Dili). 2015 lebten in São José 1973 Menschen.

## Lage und Einrichtungen
São José liegt im Osten vom Suco Comoro und teilt sich in zwei geographisch getrennte Gebiete. Jenes im Südwesten liegt im Stadtteil Aimutin Laran und zum Teil in Aimutin 1. São José grenzt im Süden mit der Rua de Has Fuan Tebar an die Aldeia Bayaleste, im Südwesten an die Aldeia Formeto II, im Westen mit der Rua de Hás-Laran an die Aldeia Fomento III und im Norden an die Aldeias Fomento I und São Miguel. Östlich von São José liegen die Aldeias Terus Nanis und Efaca des Sucos Bairro Pite.
Das zweite Territorium São Josés weiter nordöstlich liegt nördlich der Avenida de Hudi-Laran mit der Aldeia Posto Penal im Süden und im Westen. Die Aldeia Aimutin grenzt an São José im Nordwesten. Nördlich der Avenida Nicolau Lobato befindet sich der Suco Fatuhada mit der Aldeia Zero III und östlich der Suco Bairro Pite mit den Aldeias Andevil und Bita-Ba.
Im Südwestterritorium von São José befinden sich das Nonnenkloster der Irmãs Franciscanas da Divina Providência und das Medizinische Zentrum São José. Im Nordosten liegt der Sitz der Nichtregierungsorganisation East Timor Development Agency (ETDA).